# Starbuck Holger Meins
Starbuck Holger Meins är en tysk dokumentärfilm från 2002, i regi av Gerd Conradt. För manuset står Conradt och Hartmut Jahn. Filmen handlar om Holger Meins liv och död.

## Handling
Filmen handlar om Holger Meins (1941–1974), en av ledarna för den väpnade vänsterorganisationen Röda armé-fraktionen (RAF). "Starbuck", namnet på styrmannen på skeppet Pequod i Herman Melvilles roman Moby Dick, utgjorde Meins täcknamn inom RAF. Under 1972 genomförde RAF flera attacker mot den västtyska staten och amerikanska militärförläggningar med Meins som deltagare. Den 1 juni 1972 grep polisen Meins tillsammans med Andreas Baader och Jan-Carl Raspe. Meins deltog senare i RAF:s hungerstrejker som genomfördes i protest mot förhållandena i fängelset i Wittlich. Meins avled den 9 november 1974 under en av dessa hungerstrejker; han vägde vid sin död endast 39 kilo.